# Shizuteru Ueda
Shizuteru Ueda (上田 閑照, nascut el 17 de gener de 1926) és un filòsof japonès especialista en filosofia de la religió.

## Biografia
Fill d'un sacerdot budista, va estudiar filosofia a la Universitat de Kyoto, on el professor Keiji Nishitani l'orientà vers l'estudi dels místics medievals. Va continuar els seus estudis a Alemanya i obtingué el doctorat en filosofia a la Universitat de Marburg amb una tesi sobre la mística del Mestre Eckhart.
De retorn a la universitat de Kioto, va ocupar la càtedra de Filosofia de la Religió des de 1977 fins a la seva jubilació el 1989. Ha sigut professor visitant en diverses universitats europees i ha participat en les trobades del Cercle Eranos a Ascona (Suïssa). Ha dedicat dos estudis al pensament de Kitarō Nishida: Llegint Nishida Kitaro (1991) i L'Experiència i l'Autodespertar. Practicant del zen, Ueda -com Nishida- ha estudiat el budisme zen emprant les categories filosòfiques de la filosofia occidental. És considerat un dels membres de la tercera generació de l'Escola de Kioto.